# 伊吉斯豎角兜蟲
伊吉斯豎角兜蟲（學名：Golofa eacus），又名依吉斯豎角兜蟲，是金龜科豎角兜蟲屬的一種生物。

## 外觀
雄蟲體長42~48mm，雌蟲體長33~36mm。頭角向上，胸角稍微傾斜，角上有細毛。鞘翅外圍黑色，體色亮麗。

## 分布
该種主分布於南美洲哥伦比亚、委内瑞拉、巴西、阿根廷及秘鲁。